# Японска завирушка
Японската завирушка (Prunella rubida) е вид птица от семейство Завирушкови (Prunellidae).

## Разпространение и местообитание
Разпространен е в Русия и Япония.